# 222 (EP de María Becerra)
222 es el primer extended play (EP) de la cantante argentina María Becerra. Fue lanzado el 11 de septiembre de 2019 de manera independiente; 300 Entertainment se ocupó posteriormente de su distribución.
La canción «Dime cómo hago» fue la que cosechó mayor éxito, la cual logró ingresar en el listado Argentina Hot 100 de Billboard, marcando así su primera entrada en la lista.

## Contenido

### Canciones
El extended plays incursionó elementos de pop urbano con breves pasajes de hip hop. «Tu lady» es el primer corte del álbum, seguido de «Nada de amor» y por último de «Dime cómo hago».

### Título
En agosto de 2021, durante la entrevista, la cantante reveló a Marie Claire el porqué del nombre de su primer EP, según ella, «es una cifra que concuerda con fechas importantes. Por ejemplo, nací el 12 de 2 del 2000 a las 2 de la tarde, me llamo María de los Ángeles y el 22 es el número de los ángeles, soy hincha fanática de Gimnasia de La Plata y la banda se llama la 22… Es un número que me persigue, cuando aparece es una buena señal, me confirma que voy por el buen camino».

## Lista de canciones
La lista está adaptada de Tidal.
| N.º  | Título           | Escritor(es)                                    | Productor(es)      | Duración |  |
| 1.   | «Nada de amor»   | Daniel Ismael Real María de los Ángeles Becerra | Estanislao De Lera | 2:36     |  |
| 2.   | «Tu lady»        | Real Enzo Ezequiel Sauthier Becerra             | Big One            | 2:17     |  |
| 3.   | «Dime cómo hago» | Real Estanislao De Lera Becerra                 | Big One            | 2:52     |  |
| 7:45 |                  |                                                 |                    |          |  |